# Mistrovství Asie ve fotbale 2023
Mistrovství Asie ve fotbale 2023 bylo 18. ročníkem mistrovství Asie ve fotbale, mezinárodního mistrovství Asie ve fotbale mužů pořádané Asijskou fotbalovou konfederací (AFC). Konalo se od  12. ledna do 10. února 2024 v Kataru. Turnaje se po rozšíření, které proběhlo v roce 2019, zúčastnilo 24 národních týmů, včetně toho z hostitelské země. Obhájcem titulu byl Katar.
Původně se měl turnaj konat v Číně. Dne 14. května 2022 však AFC oznámila, že Čína nebude moci turnaj pořádat kvůli okolnostem způsobeným pandemií covidu-19. Příprava turnaje i přesto pokračovala, AFC při hledání hostitele stanovila uchazečům 30. červen 2022 jako nejzazší termín pro podání přihlášky.

## Výběr hostitele
Země pořádající mistrovství Asie ve fotbale 2023 byla oznámena 4. června 2019, v předvečer 69. kongresu FIFA v Paříži ve Francii.

## Kvalifikace

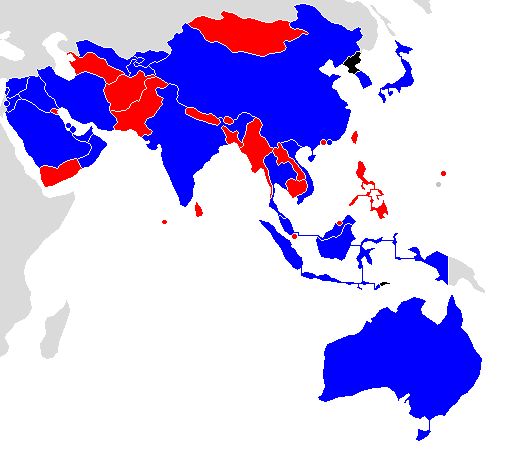
Kvalifikoval se na mistrovství Asie ve fotbale
Tým se může kvalifikovat
Nepodařilo se kvalifikovat
Diskvalifikován nebo stažen
Není členem AFC

První dvě kola kvalifikace sloužila zároveň jako asijská kvalifikace na mistrovství světa. Katar se zúčastnil druhého kola pouze pro kvalifikaci na mistrovství Asie ve fotbale 2023, protože na mistrovství světa se kvalifikoval automaticky jako hostitelská země. Čína se zúčastnila druhého kola pouze pro kvalifikaci na mistrovství světa 2022, protože jako hostitelská země se původně na mistrovství Asie ve fotbale kvalifikovala automaticky.
Východnímu Timoru byla zakázána účast na kvalifikačním turnaji poté, co bylo zjištěno, že mimo jiné v roce 2019 nasadil celkem dvanáct nezpůsobilých hráčů do kvalifikačních zápasů mistrovství Asie ve fotbale. Protože jim však FIFA nezabránila v kvalifikaci na Mistrovství světa ve fotbale 2022, Východnímu Timoru bylo stále umožněno se do soutěže přihlásit, ale nemohl se kvalifikovat na mistrovství Asie ve fotbale.
Kvalifikace začala 6. června 2019. Hrálo se o 23 míst, která se připojí k hostitelské zemi Číně. Turnaj se měl konat v červnu a červenci 2023, byl přesunut z typického lednového/únorového rozpisu mistrovství Asie ve fotbale kvůli Mistrovství světa ve fotbale 2022 v Kataru, které bylo naplánováno na listopad a prosinec 2022. Severní Korea odstoupila z kvalifikačního kola kvůli bezpečnostním obavám souvisejícím s pandemií covidu-19. Japonsko se stalo prvním týmem, který se kvalifikoval, když porazil Myanmar 10-0.

## Kvalifikované týmy
| Tým            | Způsob kvalifikace                 | Datum kvalifikace | Předchozí nejlepší výkon                            |
| -------------- | ---------------------------------- | ----------------- | --------------------------------------------------- |
| Japonsko       | Vítězové druhého kola skupiny F    | 28. května 2021   | Vítězové (1992, 2000, 2004, 2011)                   |
| Sýrie          | Vítězové druhého kola skupiny      | 7. června 2021    | Skupinová fáze (1980, 1984, 1988, 1996, 2011, 2019) |
| Katar          | Vítězové druhého kola skupiny      | 7. června 2021    | Vítězové (2019)                                     |
| Jižní Korea    | Vítězové druhého kola skupiny H    | 9. června 2021    | Vítězové (1956, 1960)                               |
| Austrálie      | Vítězové druhého kola skupiny B    | 11. června 2021   | Vítězové (2015)                                     |
| Írán           | Vítězové druhého kola skupiny C    | 15. června 2021   | Vítězové (1968, 1972, 1976)                         |
| Saúdská Arábie | Vítězové druhého kola skupiny D    | 15. června 2021   | Vítězové (1984, 1988, 1996)                         |
| SAE            | Vítězové druhého kola skupiny G    | 15. června 2021   | Druhé místo (1996)                                  |
| Čína           | Druhé místo druhého kola skupiny A | 4. června 2019    | Druhé místo (1984, 2004)                            |
| Irák           | Druhé místo druhého kola skupiny C | 15. června 2021   | Vítězové (2007)                                     |
| Omán           | Druhé místo druhého kola skupiny E | 15. června 2021   | 16. kolo (2019)                                     |
| Vietnam        | Druhé místo druhého kola skupiny G | 15. června 2021   | Čtvrté místo (1956, 1960)                           |
| Libanon        | Druhé místo druhého kola skupiny H | 15. června 2021   | Skupinová fáze (2000, 2019)                         |
| Palestina      | Vítězové třetího kola skupiny B    | 14. června 2022   | Skupinová fáze (2015, 2019)                         |
| Uzbekistán     | Vítězové třetího kola skupiny C    | 14. června 2022   | Čtvrté místo (2011)                                 |
| Thajsko        | Druhé místo druhého kola skupiny C | 14. června 2022   | Třetí místo (1972)                                  |
| Indie          | Vítězové třetího kola skupiny D    | 14. června 2022   | Druhé místo (1964)                                  |
| Hongkong       | Druhé místo třetího kola skupiny D | 14. června 2022   | Třetí místo (1956)                                  |
| Tádžikistán    | Vítězové třetího kola skupiny F    | 14. června 2022   | První účast                                         |
| Kyrgyzstán     | Druhé místo třetího kola skupiny F | 14. června 2022   | Osmifinále (2019)                                   |
| Bahrajn        | Vítězové třetího kola skupiny E    | 14. června 2022   | Čtvrté místo (2004)                                 |
| Malajsie       | Druhé místo třetího kola skupiny E | 14. června 2022   | Skupinová fáze (1976, 1980, 2007)                   |
| Jordánsko      | Vítězové třetího kola skupiny A    | 14. června 2022   | Čtvrtfinále (2004, 2011)                            |
| Indonésie      | Druhé místo třetího kola skupiny A | 14. června 2022   | Skupinová fáze (1996, 2000, 2004, 2007)             |

## Stadiony
| Město     | Stadion                       | Kapacita |
| --------- | ----------------------------- | -------- |
| Al-Chaur  | Al Bayt Stadium               | 68 895   |
| Lusail    | Lusail Stadium                | 88 966   |
| Al-Rayyan | Khalifa International Stadium | 45 857   |
| Al-Rayyan | Ahmad bin Ali Stadium         | 45 032   |
| Al-Rayyan | Stadion Education City        | 44 667   |
| Al-Rayyan | Jassim bin Hamad Stadium      | 15 000   |
| Dauhá     | Al Thumama Stadium            | 44 400   |
| Dauhá     | Abdullah bin Khalifa Stadium  | 10 000   |
| Al-Wakra  | Al Janoub Stadium             | 44 325   |

## Skupinová fáze
Všechny časy jsou místní (UTC+3).

### Skupina A
| Poř. | Tým         | Z | V | R | P | VB | OB | +/− | B | výsledek                  |
| ---- | ----------- | - | - | - | - | -- | -- | --- | - | ------------------------- |
| 1.   | Katar       | 3 | 3 | 0 | 0 | 5  | 0  | +5  | 9 | Postup do vyřazovací fáze |
| 2.   | Tádžikistán | 3 | 1 | 1 | 1 | 2  | 2  | 0   | 4 | Postup do vyřazovací fáze |
| 3.   | Čína        | 3 | 0 | 2 | 1 | 0  | 1  | -1  | 2 |                           |
| 4.   | Libanon     | 3 | 0 | 1 | 2 | 1  | 5  | -4  | 1 |                           |

| 12. ledna 2024 19:00    |        |         |                                                                 |
| Katar                   | 3 : 0  | Libanon | Lusail Stadium, Lusail diváci: 82 490 rozhodčí: Alireza Faghani |
| Afif 45', 90+6' Ali 56' | Report |         | Lusail Stadium, Lusail diváci: 82 490 rozhodčí: Alireza Faghani |

| 13. ledna 2024 17:30 |        |             |                                                                               |
| Čína                 | 0 : 0  | Tádžikistán | Abdullah bin Khalifa Stadium, Dauhá diváci: 4 001 rozhodčí: Mohammed Al Hoish |
|                      | Report |             | Abdullah bin Khalifa Stadium, Dauhá diváci: 4 001 rozhodčí: Mohammed Al Hoish |

| 17. ledna 2024 14:30 |        |      |                                                                 |
| Libanon              | 0 : 0  | Čína | Al Thumama Stadium, Dauhá diváci: 14 137 rozhodčí: Ko Hyung-jin |
|                      | Report |      | Al Thumama Stadium, Dauhá diváci: 14 137 rozhodčí: Ko Hyung-jin |

| 17. ledna 2024 17:30 |        |          |                                                                    |
| Tádžikistán          | 0 : 1  | Katar    | Al Bayt Stadium, Al-Chaur diváci: 57 460 rozhodčí: Hiroyuki Kimura |
|                      | Report | Afif 17' | Al Bayt Stadium, Al-Chaur diváci: 57 460 rozhodčí: Hiroyuki Kimura |

| 22. ledna 2024 18:00 |        |      |                                                                                   |
| Katar                | 1 : 0  | Čína | Khalifa International Stadium, Al-Rayyan diváci: 42 104 rozhodčí: Abdullah Jamali |
| Al-Haydos 66'        | Report |      | Khalifa International Stadium, Al-Rayyan diváci: 42 104 rozhodčí: Abdullah Jamali |

| 22. ledna 2024 18:00            |        |           |                                                                                   |
| Tádžikistán                     | 2 : 1  | Libanon   | Jassim bin Hamad Stadium, Al-Rayyan diváci: 11 843 rozhodčí: Mohanad Qasim Sarray |
| Umarbayev 80' Khamrokulov 90+2' | Report | Jradi 47' | Jassim bin Hamad Stadium, Al-Rayyan diváci: 11 843 rozhodčí: Mohanad Qasim Sarray |

### Skupina B
| Poř. | Tým        | Z | V | R | P | VB | OB | +/− | B | výsledek                  |
| ---- | ---------- | - | - | - | - | -- | -- | --- | - | ------------------------- |
| 1.   | Austrálie  | 3 | 2 | 1 | 0 | 4  | 1  | +3  | 7 | Postup do vyřazovací fáze |
| 2.   | Uzbekistán | 3 | 1 | 2 | 0 | 4  | 1  | +3  | 5 | Postup do vyřazovací fáze |
| 3.   | Sýrie      | 3 | 1 | 1 | 1 | 1  | 1  | 0   | 4 | Postup do vyřazovací fáze |
| 4.   | Indie      | 3 | 0 | 0 | 3 | 0  | 6  | -6  | 0 |                           |

| 13. ledna 2024 14:30 |        |       |                                                                             |
| Austrálie            | 2 : 0  | Indie | Ahmad bin Ali Stadium, Al-Rayyan diváci: 36 253 rozhodčí: Yoshimi Yamashita |
| Irvine 50' Bos 73'   | Report |       | Ahmad bin Ali Stadium, Al-Rayyan diváci: 36 253 rozhodčí: Yoshimi Yamashita |

| 13. ledna 2024 20:30 |        |       |                                                                           |
| Uzbekistán           | 0 : 0  | Sýrie | Jassim bin Hamad Stadium, Al-Rayyan diváci: 10 198 rozhodčí: Ahmed Al-Kaf |
|                      | Report |       | Jassim bin Hamad Stadium, Al-Rayyan diváci: 10 198 rozhodčí: Ahmed Al-Kaf |

| 18. ledna 2024 14:30 |        |            |                                                                            |
| Sýrie                | 0 : 1  | Austrálie  | Jassim bin Hamad Stadium, Al-Rayyan diváci: 10 097 rozhodčí: Adel Al-Naqbi |
|                      | Report | Irvine 59' | Jassim bin Hamad Stadium, Al-Rayyan diváci: 10 097 rozhodčí: Adel Al-Naqbi |

| 18. ledna 2024 17:30 |        |                                            |                                                                   |
| Indie                | 0 : 3  | Uzbekistán                                 | Ahmad bin Ali Stadium, Al-Rayyan diváci: 38 491 rozhodčí: Fu Ming |
|                      | Report | Fayzullaev 4' Sergeev 18' Nasrullaev 45+4' | Ahmad bin Ali Stadium, Al-Rayyan diváci: 38 491 rozhodčí: Fu Ming |

| 23. ledna 2024 14:30 |        |                |                                                                   |
| Austrálie            | 1 : 1  | Uzbekistán     | Al Janoub Stadium, Al-Wakra diváci: 15 290 rozhodčí: Yusuke Araki |
| Boyle 45+1' (pen.)   | Report | Turgunboev 78' | Al Janoub Stadium, Al-Wakra diváci: 15 290 rozhodčí: Yusuke Araki |

| 23. ledna 2024 14:30 |        |       |                                                                     |
| Sýrie                | 1 : 0  | Indie | Al Bayt Stadium, Al-Chaur diváci: 42 787 rozhodčí: Sivakorn Pu-udom |
| Khribin 76'          | Report |       | Al Bayt Stadium, Al-Chaur diváci: 42 787 rozhodčí: Sivakorn Pu-udom |

### Skupina C
| Poř. | Tým       | Z | V | R | P | VB | OB | +/− | B | výsledek                  |
| ---- | --------- | - | - | - | - | -- | -- | --- | - | ------------------------- |
| 1.   | Írán      | 3 | 3 | 0 | 0 | 7  | 2  | +5  | 9 | Postup do vyřazovací fáze |
| 2.   | SAE       | 3 | 1 | 1 | 1 | 5  | 4  | +1  | 4 | Postup do vyřazovací fáze |
| 3.   | Palestina | 3 | 1 | 1 | 1 | 5  | 5  | 0   | 4 | Postup do vyřazovací fáze |
| 4.   | Hongkong  | 3 | 0 | 0 | 3 | 1  | 7  | -6  | 0 |                           |

| 14. ledna 2024 17:30                                |        |              |                                                                                 |
| SAE                                                 | 3 : 1  | Hongkong     | Khalifa International Stadium, Al-Rayyan diváci: 15 586 rozhodčí: Muhammad Taqi |
| Adil 34' (pen.) Sultan 52' Al-Ghassani 90+5' (pen.) | Report | Siu Kwan 49' | Khalifa International Stadium, Al-Rayyan diváci: 15 586 rozhodčí: Muhammad Taqi |

| 14. ledna 2024 20:30                                 |        |             |                                                                                  |
| Írán                                                 | 4 : 1  | Palestina   | Stadion Education City, Al-Rayyan diváci: 27 691 rozhodčí: Abdulrahman Al-Jassim |
| Ansarifard 2' Khalilzadeh 12' Ghayedi 38' Azmoun 55' | Report | Seyam 45+6' | Stadion Education City, Al-Rayyan diváci: 27 691 rozhodčí: Abdulrahman Al-Jassim |

| 18. ledna 2024 20:30 |        |          |                                                                   |
| Palestina            | 1 : 1  | SAE      | Al Janoub Stadium, Al-Wakra diváci: 41 986 rozhodčí: Ahmad Al-Ali |
| Nasser 50' (vl.)     | Report | Adil 23' | Al Janoub Stadium, Al-Wakra diváci: 41 986 rozhodčí: Ahmad Al-Ali |

| 19. ledna 2024 20:30 |        |             |                                                                                |
| Hongkong             | 0 : 1  | Írán        | Khalifa International Stadium, Al-Rayyan diváci: 36 412 rozhodčí: Hanna Hattab |
|                      | Report | Ghayedi 24' | Khalifa International Stadium, Al-Rayyan diváci: 36 412 rozhodčí: Hanna Hattab |

| 23. ledna 2024 18:00 |        |                   |                                                                            |
| Írán                 | 2 : 1  | SAE               | Stadion Education City, Al-Rayyan diváci: 34 259 rozhodčí: Ilgiz Tantashev |
| Taremi 26', 65'      | Report | Al-Ghassani 90+3' | Stadion Education City, Al-Rayyan diváci: 34 259 rozhodčí: Ilgiz Tantashev |

| 23. ledna 2024 18:00 |        |                             |                                                                         |
| Hongkong             | 0 : 3  | Palestina                   | Abdullah bin Khalifa Stadium, Dauhá diváci: 6 568 rozhodčí: Shaun Evans |
|                      | Report | Dabbagh 12', 60' Qunbar 48' | Abdullah bin Khalifa Stadium, Dauhá diváci: 6 568 rozhodčí: Shaun Evans |

### Skupina D
| Poř. | Tým       | Z | V | R | P | VB | OB | +/− | B | výsledek                  |
| ---- | --------- | - | - | - | - | -- | -- | --- | - | ------------------------- |
| 1.   | Irák      | 3 | 3 | 0 | 0 | 8  | 4  | +4  | 9 | Postup do vyřazovací fáze |
| 2.   | Japonsko  | 3 | 2 | 0 | 1 | 8  | 5  | +3  | 6 | Postup do vyřazovací fáze |
| 3.   | Indonésie | 3 | 1 | 0 | 2 | 3  | 6  | -3  | 3 | Postup do vyřazovací fáze |
| 4.   | Vietnam   | 3 | 0 | 0 | 3 | 4  | 8  | -4  | 0 |                           |

| 14. ledna 2024 14:30                      |        |                                       |                                                                   |
| Japonsko                                  | 4 : 2  | Vietnam                               | Al Thumama Stadium, Dauhá diváci: 17 385 rozhodčí: Kim Jong-hyeok |
| Minamino 11', 45' Nakamura 45+4' Ueda 85' | Report | Nguyễn Đình Bắc 16' Phạm Tuấn Hải 33' | Al Thumama Stadium, Dauhá diváci: 17 385 rozhodčí: Kim Jong-hyeok |

| 15. ledna 2024 17:30 |        |                                     |                                                                           |
| Indonésie            | 1 : 3  | Irák                                | Ahmad bin Ali Stadium, Al-Rayyan diváci: 16 532 rozhodčí: Ilgiz Tantashev |
| Marselino 37'        | Report | M. Ali 17' Rashid 45+7' Hussein 75' | Ahmad bin Ali Stadium, Al-Rayyan diváci: 16 532 rozhodčí: Ilgiz Tantashev |

| 19. ledna 2024 14:30 |        |            |                                                                             |
| Irák                 | 2 : 1  | Japonsko   | Stadion Education City, Al-Rayyan diváci: 38 663 rozhodčí: Khalid Al-Turais |
| Hussein 5', 45+4'    | Report | Endō 90+3' | Stadion Education City, Al-Rayyan diváci: 38 663 rozhodčí: Khalid Al-Turais |

| 19. ledna 2024 17:30 |        |                   |                                                                               |
| Vietnam              | 0 : 1  | Indonésie         | Abdullah bin Khalifa Stadium, Dauhá diváci: 7 253 rozhodčí: Sadullo Gulmurodi |
|                      | Report | Asnawi 42' (pen.) | Abdullah bin Khalifa Stadium, Dauhá diváci: 7 253 rozhodčí: Sadullo Gulmurodi |

| 24. ledna 2024 14:30                 |        |             |                                                                    |
| Japonsko                             | 3 : 1  | Indonésie   | Al Thumama Stadium, Dauhá diváci: 26 453 rozhodčí: Khamis Al-Marri |
| Ueda 6' (pen.), 52' Hubner 88' (vl.) | Report | Walsh 90+1' | Al Thumama Stadium, Dauhá diváci: 26 453 rozhodčí: Khamis Al-Marri |

| 24. ledna 2024 14:30                 |        |                                               |                                                                              |
| Irák                                 | 3 : 2  | Vietnam                                       | Jassim bin Hamad Stadium, Al-Rayyan diváci: 8 932 rozhodčí: Nazmi Nasaruddin |
| Sulaka 47' Hussein 73, 90+12' (pen.) | Report | Bùi Hoàng Việt Anh 42' Nguyễn Quang Hải 90+1' | Jassim bin Hamad Stadium, Al-Rayyan diváci: 8 932 rozhodčí: Nazmi Nasaruddin |

### Skupina E
| Poř. | Tým         | Z | V | R | P | VB | OB | +/− | B | výsledek                  |
| ---- | ----------- | - | - | - | - | -- | -- | --- | - | ------------------------- |
| 1.   | Bahrajn     | 3 | 2 | 0 | 1 | 3  | 3  | 0   | 6 | Postup do vyřazovací fáze |
| 2.   | Jižní Korea | 3 | 1 | 2 | 0 | 8  | 6  | +2  | 5 | Postup do vyřazovací fáze |
| 3.   | Jordánsko   | 3 | 1 | 1 | 1 | 6  | 3  | +3  | 4 | Postup do vyřazovací fáze |
| 4.   | Malajsie    | 3 | 0 | 1 | 2 | 3  | 8  | -5  | 1 |                           |

| 15. ledna 2024 14:30                  |        |                 |                                                                     |
| Jižní Korea                           | 3 : 1  | Bahrajn         | Jassim bin Hamad Stadium, Al-Rayyan diváci: 8 388 rozhodčí: Ma Ning |
| Hwang In-beom 38' Lee Kang-in 56, 68' | Report | Al-Hashhash 51' | Jassim bin Hamad Stadium, Al-Rayyan diváci: 8 388 rozhodčí: Ma Ning |

| 15. ledna 2024 20:30 |        |                                             |                                                                                      |
| Malajsie             | 0 : 4  | Jordánsko                                   | Al Janoub Stadium, Al-Wakra diváci: 20 410 rozhodčí: Mohammed Abdulla Hassan Mohamed |
|                      | Report | Al-Mardi 12, 32' Al-Taamari 18' (pen.), 85' | Al Janoub Stadium, Al-Wakra diváci: 20 410 rozhodčí: Mohammed Abdulla Hassan Mohamed |

| 20. ledna 2024 14:30                    |        |                                             |                                                                  |
| Jordánsko                               | 2 : 2  | Jižní Korea                                 | Al Thumama Stadium, Dauhá diváci: 36 627 rozhodčí: Salman Falahi |
| Park Yong-woo 37' (vl.) Al-Naimat 45+6' | Report | Son Heung-min 9' (pen.) Al-Arab 90+1' (vl.) | Al Thumama Stadium, Dauhá diváci: 36 627 rozhodčí: Salman Falahi |

| 20. ledna 2024 17:30 |        |          |                                                                           |
| Bahrajn              | 1 : 0  | Malajsie | Jassim bin Hamad Stadium, Al-Rayyan diváci: 10 386 rozhodčí: Ahmed Al-Kaf |
| Madan 90+5'          | Report |          | Jassim bin Hamad Stadium, Al-Rayyan diváci: 10 386 rozhodčí: Ahmed Al-Kaf |

| 25. ledna 2024 14:30                                           |        |                                           |                                                                       |
| Jižní Korea                                                    | 3 : 3  | Malajsie                                  | Al Janoub Stadium, Al-Wakra diváci: 30 117 rozhodčí: Khalid Al-Turais |
| Jeong Woo-yeong 21' Lee Kang-in 83' Son Heung-min 90+4' (pen.) | Report | Faisal 51' Arif 62' (pen.) Morales 90+15' | Al Janoub Stadium, Al-Wakra diváci: 30 117 rozhodčí: Khalid Al-Turais |

| 25. ledna 2024 14:30 |        |           |                                                                               |
| Jordánsko            | 0 : 1  | Bahrajn   | Khalifa International Stadium, Al-Rayyan diváci: 39 650 rozhodčí: Omar Al-Ali |
|                      | Report | Helal 34' | Khalifa International Stadium, Al-Rayyan diváci: 39 650 rozhodčí: Omar Al-Ali |

### Skupina F
| Poř. | Tým            | Z | V | R | P | VB | OB | +/− | B | výsledek                  |
| ---- | -------------- | - | - | - | - | -- | -- | --- | - | ------------------------- |
| 1.   | Saúdská Arábie | 3 | 2 | 1 | 0 | 4  | 1  | +3  | 7 | Postup do vyřazovací fáze |
| 2.   | Thajsko        | 3 | 1 | 2 | 0 | 2  | 0  | +2  | 5 | Postup do vyřazovací fáze |
| 3.   | Omán           | 3 | 0 | 2 | 1 | 2  | 3  | -1  | 2 |                           |
| 4.   | Kyrgyzstán     | 3 | 0 | 1 | 2 | 1  | 5  | -4  | 1 |                           |

| 16. ledna 2024 17:30 |        |            |                                                                             |
| Thajsko              | 2 : 0  | Kyrgyzstán | Abdullah bin Khalifa Stadium, Dauhá diváci: 4 530 rozhodčí: Adham Makhadmeh |
| Supachai 26, 48'     | Report |            | Abdullah bin Khalifa Stadium, Dauhá diváci: 4 530 rozhodčí: Adham Makhadmeh |

| 16. ledna 2024 20:30         |        |                       |                                                                               |
| Saúdská Arábie               | 2 : 1  | Omán                  | Khalifa International Stadium, Al-Rayyan diváci: 41 987 rozhodčí: Shaun Evans |
| Ghareeb 78' Al-Bulaihi 90+6' | Report | Al-Yahyaei 14' (pen.) | Khalifa International Stadium, Al-Rayyan diváci: 41 987 rozhodčí: Shaun Evans |

| 21. ledna 2024 17:30 |        |         |                                                                               |
| Omán                 | 0 : 0  | Thajsko | Abdullah bin Khalifa Stadium, Dauhá diváci: 6 340 rozhodčí: Mooud Bonyadifard |
|                      | Report |         | Abdullah bin Khalifa Stadium, Dauhá diváci: 6 340 rozhodčí: Mooud Bonyadifard |

| 21. ledna 2024 20:30 |        |                         |                                                                       |
| Kyrgyzstán           | 0 : 2  | Saúdská Arábie          | Ahmad bin Ali Stadium, Al-Rayyan diváci: 39 557 rozhodčí: Jumpei Iida |
|                      | Report | Kanno 35' Al-Ghamdi 84' | Ahmad bin Ali Stadium, Al-Rayyan diváci: 39 557 rozhodčí: Jumpei Iida |

| 25. ledna 2024 18:00 |        |         |                                                                        |
| Saúdská Arábie       | 0 : 0  | Thajsko | Stadion Education City, Al-Rayyan diváci: 38 773 rozhodčí: Kim Hee-gon |
|                      | Report |         | Stadion Education City, Al-Rayyan diváci: 38 773 rozhodčí: Kim Hee-gon |

| 25. ledna 2024 18:00 |        |                |                                                                          |
| Kyrgyzstán           | 1 : 1  | Omán           | Abdullah bin Khalifa Stadium, Dauhá diváci: 6 231 rozhodčí: Ahmad Al-Ali |
| Kojo 80'             | Report | Al-Ghassani 8' | Abdullah bin Khalifa Stadium, Dauhá diváci: 6 231 rozhodčí: Ahmad Al-Ali |

### Tabulka třetích týmů
| Poř. | Skupina | Tým       | Z | V | R | P | VB | OB | +/- | B | Kvalifikace          |
| ---- | ------- | --------- | - | - | - | - | -- | -- | --- | - | -------------------- |
| 1.   | E       | Jordánsko | 3 | 1 | 1 | 1 | 6  | 3  | +3  | 4 | Postup do osmifinále |
| 2.   | C       | Palestina | 3 | 1 | 1 | 1 | 5  | 5  | 0   | 4 | Postup do osmifinále |
| 3.   | B       | Sýrie     | 3 | 1 | 1 | 1 | 1  | 1  | 0   | 4 | Postup do osmifinále |
| 4.   | D       | Indonésie | 3 | 1 | 0 | 2 | 3  | 6  | −3  | 3 | Postup do osmifinále |
| 5.   | F       | Omán      | 3 | 0 | 2 | 1 | 2  | 3  | -1  | 2 |                      |
| 6.   | A       | Čína      | 3 | 0 | 2 | 1 | 0  | 1  | -1  | 2 |                      |

## Vyřazovací fáze
|  | Osmifinále                 | Osmifinále                |                           |       | Čtvrtfinále | Čtvrtfinále |  |  | Semifinále | Semifinále |  |  | Finále | Finále |
|  |                            |                           |                           |       |             |             |  |  |            |            |  |  |        |        |
|  | 28. ledna 2024 – Al-Rayyan |                           |                           |       |             |             |  |  |            |            |  |  |        |        |
|  |                            |                           |                           |       |             |             |  |  |            |            |  |  |        |        |
|  | Tádžikistán (pen.)         | 1 (5)                     |                           |       |             |             |  |  |            |            |  |  |        |        |
|  | Tádžikistán (pen.)         | 1 (5)                     | 2. února 2024 – Al-Rayyan |       |             |             |  |  |            |            |  |  |        |        |
|  | SAE                        | 1 (3)                     |                           |       |             |             |  |  |            |            |  |  |        |        |
|  | SAE                        | 1 (3)                     | Tádžikistán               | 0     |             |             |  |  |            |            |  |  |        |        |
|  | 29. ledna 2024 – Al-Rayyan |                           | Tádžikistán               | 0     |             |             |  |  |            |            |  |  |        |        |
|  |                            | Jordánsko                 | 1                         |       |             |             |  |  |            |            |  |  |        |        |
|  | Irák                       | Jordánsko                 | 1                         | 2     |             |             |  |  |            |            |  |  |        |        |
|  | Irák                       |                           | 6. února 2024 – Al-Rayyan | 2     |             |             |  |  |            |            |  |  |        |        |
|  | Jordánsko                  | 3                         |                           |       |             |             |  |  |            |            |  |  |        |        |
|  | Jordánsko                  | 3                         | Jordánsko                 | 2     |             |             |  |  |            |            |  |  |        |        |
|  | 28. ledna 2024 – Al-Rayyan |                           | Jordánsko                 | 2     |             |             |  |  |            |            |  |  |        |        |
|  |                            | Jižní Korea               | 0                         |       |             |             |  |  |            |            |  |  |        |        |
|  | Austrálie                  | Jižní Korea               | 0                         | 4     |             |             |  |  |            |            |  |  |        |        |
|  | Austrálie                  | 2. února 2024 – Al-Wakra  |                           | 4     |             |             |  |  |            |            |  |  |        |        |
|  | Indonésie                  | 0                         |                           |       |             |             |  |  |            |            |  |  |        |        |
|  | Indonésie                  | 0                         | Austrálie                 | 1     |             |             |  |  |            |            |  |  |        |        |
|  | 30. ledna 2024 – Al-Rayyan |                           | Austrálie                 | 1     |             |             |  |  |            |            |  |  |        |        |
|  |                            | Jižní Korea (prodl.)      | 2                         |       |             |             |  |  |            |            |  |  |        |        |
|  | Saúdská Arábie             | Jižní Korea (prodl.)      | 2                         | 1 (2) |             |             |  |  |            |            |  |  |        |        |
|  | Saúdská Arábie             |                           | 10. února 2024 – Lusail   | 1 (2) |             |             |  |  |            |            |  |  |        |        |
|  | Jižní Korea (pen.)         | 1 (4)                     |                           |       |             |             |  |  |            |            |  |  |        |        |
|  | Jižní Korea (pen.)         | 1 (4)                     | Jordánsko                 | 1     |             |             |  |  |            |            |  |  |        |        |
|  | 31. ledna 2024 – Dauhá     |                           | Jordánsko                 | 1     |             |             |  |  |            |            |  |  |        |        |
|  |                            | Katar                     | 3                         |       |             |             |  |  |            |            |  |  |        |        |
|  | Írán                       | Katar                     | 3                         | 1 (5) |             |             |  |  |            |            |  |  |        |        |
|  | Írán                       | 3. února 2024 – Al-Rayyan |                           | 1 (5) |             |             |  |  |            |            |  |  |        |        |
|  | Sýrie                      | 1 (3)                     |                           |       |             |             |  |  |            |            |  |  |        |        |
|  | Sýrie                      | 1 (3)                     | Írán                      | 2     |             |             |  |  |            |            |  |  |        |        |
|  | 31. ledna 2024 – Dauhá     |                           | Írán                      | 2     |             |             |  |  |            |            |  |  |        |        |
|  |                            | Japonsko                  | 1                         |       |             |             |  |  |            |            |  |  |        |        |
|  | Bahrajn                    | Japonsko                  | 1                         | 1     |             |             |  |  |            |            |  |  |        |        |
|  | Bahrajn                    |                           | 7. února 2024 – Dauhá     | 1     |             |             |  |  |            |            |  |  |        |        |
|  | Japonsko                   | 3                         |                           |       |             |             |  |  |            |            |  |  |        |        |
|  | Japonsko                   | 3                         | Írán                      | 2     |             |             |  |  |            |            |  |  |        |        |
|  | 28. ledna 2024 – Al-Chaur  |                           | Írán                      | 2     |             |             |  |  |            |            |  |  |        |        |
|  |                            | Katar                     | 3                         |       |             |             |  |  |            |            |  |  |        |        |
|  | Katar                      | Katar                     | 3                         | 2     |             |             |  |  |            |            |  |  |        |        |
|  | Katar                      | 3. února 2024 – Al-Chaur  |                           | 2     |             |             |  |  |            |            |  |  |        |        |
|  | Palestina                  | 1                         |                           |       |             |             |  |  |            |            |  |  |        |        |
|  | Palestina                  | 1                         | Katar (pen.)              | 1 (3) |             |             |  |  |            |            |  |  |        |        |
|  | 30. ledna 2024 – Al-Wakra  |                           | Katar (pen.)              | 1 (3) |             |             |  |  |            |            |  |  |        |        |
|  |                            | Uzbekistán                | 1 (2)                     |       |             |             |  |  |            |            |  |  |        |        |
|  | Uzbekistán                 | Uzbekistán                | 1 (2)                     | 2     |             |             |  |  |            |            |  |  |        |        |
|  | Uzbekistán                 |                           |                           | 2     |             |             |  |  |            |            |  |  |        |        |
|  | Thajsko                    | 1                         |                           |       |             |             |  |  |            |            |  |  |        |        |
|  | Thajsko                    | 1                         |                           |       |             |             |  |  |            |            |  |  |        |        |

### Osmifinále
| 28. ledna 2024 14:30                                  |        |         |                                                                                             |
| Austrálie                                             | 4 : 0  | Bahrajn | Jassim bin Hamad Stadium, Al-Rayyan diváci: 7 863 rozhodčí: Mohammed Abdulla Hassan Mohamed |
| Baggott 12' (vl.) Boyle 45' Goodwin 89' Souttar 90+1' | Report |         | Jassim bin Hamad Stadium, Al-Rayyan diváci: 7 863 rozhodčí: Mohammed Abdulla Hassan Mohamed |

| 28. ledna 2024 19:00 |            |                  |                                                                        |
| Tádžikistán          | 1 : 1 (PP) | SAE              | Ahmad bin Ali Stadium, Al-Rayyan diváci: 33 584 rozhodčí: Yusuke Araki |
| Hanonov 30'          | Report     | Al Hammadi 90+5' | Ahmad bin Ali Stadium, Al-Rayyan diváci: 33 584 rozhodčí: Yusuke Araki |

|                                            |       | Penaltový rozstřel     |  |
| Nazarov Hanonov Panjshanbe Soirov Shukurov | 5 : 3 | Idrees Caio Lima Saleh |  |

| 29. ledna 2024 14:30  |        |                                                |                                                                                   |
| Irák                  | 2 : 3  | Jordánsko                                      | Khalifa International Stadium, Al-Rayyan diváci: 35 814 rozhodčí: Alireza Faghani |
| Natiq 68' Hussein 76' | Report | Al-Naimat 45+1' Al-Arab 90+5' Al-Rashdan 90+7' | Khalifa International Stadium, Al-Rayyan diváci: 35 814 rozhodčí: Alireza Faghani |

| 29. ledna 2024 19:00            |        |             |                                                            |
| Katar                           | 2 : 1  | Palestina   | Al Bayt Stadium, Al-Chaur diváci: 63 753 rozhodčí: Ma Ning |
| Al-Haydos 45+6' Afif 49' (pen.) | Report | Dabbagh 37' | Al Bayt Stadium, Al-Chaur diváci: 63 753 rozhodčí: Ma Ning |

| 30. ledna 2024 14:30          |        |              |                                                                       |
| Uzbekistán                    | 2 : 1  | Thajsko      | Al Janoub Stadium, Al-Wakra diváci: 18 691 rozhodčí: Nazmi Nasaruddin |
| Turgunboev 37' Fayzullaev 65' | Report | Supachok 58' | Al Janoub Stadium, Al-Wakra diváci: 18 691 rozhodčí: Nazmi Nasaruddin |

| 30. ledna 2024 19:00 |            |                    |                                                                            |
| Saúdská Arábie       | 1 : 1 (PP) | Jižní Korea        | Stadion Education City, Al-Rayyan diváci: 42 389 rozhodčí: Ilgiz Tantashev |
| Radif 46'            | Report     | Cho Gue-sung 90+9' | Stadion Education City, Al-Rayyan diváci: 42 389 rozhodčí: Ilgiz Tantashev |

|                                   |       | Penaltový rozstřel                                       |  |
| Kanno Abdulhamid Al-Najei Ghareeb | 2 : 4 | Son Heung-min Kim Young-gwon Cho Gue-sung Hwang Hee-chan |  |

| 31. ledna 2024 14:30 |        |                            |                                                                 |
| Bahrajn              | 1 : 3  | Japonsko                   | Al Thumama Stadium, Dauhá diváci: 31 832 rozhodčí: Ahmad Al-Ali |
| Ueda 64' (vl.)       | Report | Dōan 31' Kubo 49' Ueda 72' | Al Thumama Stadium, Dauhá diváci: 31 832 rozhodčí: Ahmad Al-Ali |

| 31. ledna 2024 19:00 |            |                    |                                                                            |
| Írán                 | 1 : 1 (PP) | Sýrie              | Abdullah bin Khalifa Stadium, Dauhá diváci: 8 720 rozhodčí: Kim Jong-hyeok |
| Taremi 34' (pen.)    | Report     | Khribin 64' (pen.) | Abdullah bin Khalifa Stadium, Dauhá diváci: 8 720 rozhodčí: Kim Jong-hyeok |

|                                             |       | Penaltový rozstřel           |  |
| Ansarifard Rezaeian Ebrahimi Torabi Hajsafi | 5 : 3 | Sabbag Youssef Ousou Al Dali |  |

### Čtvrtfinále
| 2. února 2024 14:30 |        |                   |                                                                   |
| Tádžikistán         | 0 : 1  | Jordánsko         | Ahmad bin Ali Stadium, Al-Rayyan diváci: 35 530 rozhodčí: Fu Ming |
|                     | Report | Hanonov 66' (vl.) | Ahmad bin Ali Stadium, Al-Rayyan diváci: 35 530 rozhodčí: Fu Ming |

| 2. února 2024 18:30 |            |                                                |                                                                   |
| Austrálie           | 1 : 2 (PP) | Jižní Korea                                    | Al Janoub Stadium, Al-Wakra diváci: 39 632 rozhodčí: Ahmed Al-Kaf |
| Goodwin 42'         | Report     | Hwang Hee-chan 90+6' (pen.) Son Heung-min 104' | Al Janoub Stadium, Al-Wakra diváci: 39 632 rozhodčí: Ahmed Al-Kaf |

| 3. února 2024 14:30                 |        |            |                                                                    |
| Írán                                | 2 : 1  | Japonsko   | Stadion Education City, Al-Rayyan diváci: 35 640 rozhodčí: Ma Ning |
| Mohebi 55' Jahanbakhsh 90+6' (pen.) | Report | Morita 28' | Stadion Education City, Al-Rayyan diváci: 35 640 rozhodčí: Ma Ning |

| 3. února 2024 18:30 |            |                |                                                                |
| Katar               | 1 : 1 (PP) | Uzbekistán     | Al Bayt Stadium, Al-Chaur diváci: 58 791 rozhodčí: Kim Hee-gon |
| Al-Haydos 27'       | Report     | Hamrobekov 59' | Al Bayt Stadium, Al-Chaur diváci: 58 791 rozhodčí: Kim Hee-gon |

|                                        |       | Penaltový rozstřel                                  |  |
| Afif Almoez Ali Mukhtar Al-Brake Pedro | 3 : 2 | Shukurov Ashurmatov Umarov Abdurakhmatov Masharipov |  |

### Semifinále
| 6. února 2024 18:00         |        |             |                                                                                           |
| Jordánsko                   | 2 : 0  | Jižní Korea | Ahmad bin Ali Stadium, Al-Rayyan diváci: 42 850 rozhodčí: Mohammed Abdulla Hassan Mohamed |
| Al-Naimat 53' Al-Tamari 66' | Report |             | Ahmad bin Ali Stadium, Al-Rayyan diváci: 42 850 rozhodčí: Mohammed Abdulla Hassan Mohamed |

| 7. února 2024 18:00              |        |                            |                                                                 |
| Írán                             | 2 : 3  | Katar                      | Al Thumama Stadium, Dauhá diváci: 40 342 rozhodčí: Ahmad Al-Ali |
| Azmoun 4' Jahanbakhsh 51' (pen.) | Report | Gaber 17' Afif 43' Ali 82' | Al Thumama Stadium, Dauhá diváci: 40 342 rozhodčí: Ahmad Al-Ali |

### Finále
| 10. února 2024 18:00 |        |                                           |                                                         |
| Jordánsko            | 1 : 3  | Katar                                     | Lusail Stadium, Lusail diváci: 86 492 rozhodčí: Ma Ning |
| Al-Naimat 67'        | Report | Afif 22' (pen.), 73' (pen.), 90+5' (pen.) | Lusail Stadium, Lusail diváci: 86 492 rozhodčí: Ma Ning |

## Konečné pořadí
| Zlatá medaile              | Katar          |
| Stříbrná medaile           | Jordánsko      |
| Vyřazeni v semifinále      |                |
| Bronzová medaile           | Írán           |
| 4.                         | Jižní Korea    |
| Vyřazeni ve čtvrtfinále    |                |
| 5.                         | Uzbekistán     |
| 6.                         | Austrálie      |
| 7.                         | Japonsko       |
| 8.                         | Tádžikistán    |
| Vyřazeni v osmifinále      |                |
| 9.                         | Saúdská Arábie |
| 10.                        | SAE            |
| 11.                        | Sýrie          |
| 12.                        | Irák           |
| 13.                        | Thajsko        |
| 14.                        | Palestina      |
| 15.                        | Bahrajn        |
| 16.                        | Indonésie      |
| Vyřazeni ve skupinové fázi |                |
| 17.                        | Omán           |
| 18.                        | Čína           |
| 19.                        | Libanon        |
| 20.                        | Kyrgyzstán     |
| 21.                        | Malajsie       |
| 22.                        | Vietnam        |
| 23.                        | Hongkong       |
| 24.                        | Indie          |